# Vlastimil Preis
Vlastimil Preis (ur. 12 lutego 1921 w Pradze, zm. 8 lutego 2000 tamże) – czechosłowacki piłkarz narodowości czeskiej występujący na pozycji napastnika, reprezentant Czechosłowacji w latach 1948–1950, trener piłkarski.

## Kariera klubowa
Grę w piłkę nożną rozpoczął w wieku 15 lat w małym klubie SK Vítkov z rodzinnej Pragi. W 1938 roku przeniósł się do Sparty Praga, gdzie rozpoczął występy na poziomie seniorskim. W sezonie 1938/39 wywalczył z tym klubem mistrzostwo kraju. W 1942 roku z powodu nazistowskiej okupacji Czechosłowacji zawiesił karierę na 3 lata. W 1945 roku rozpoczął grę w Čechie Karlín. W sezonie 1945/46 spadł z tym zespołem ze Státní Ligi, do której powrócił rok później. W 1947 roku odbył z Čechie Karlín tournée po północnej Afryce, po której otrzymał ofertę gry w AS Cannes-Grasse, do którego został wypożyczony na 6 miesięcy. Otrzymał po tym ofertę kontraktu, a także propozycje gry w innych zagranicznych ligach, jednak komunistyczne władze nie zgodziły się na jego wyjazd. Na początku 1948 roku Preis powrócił do Čechie Karlín i na zakończenie sezonu 1947/48 spadł z tym klubem do Zemskiej Soutěžy.
Latem 1948 roku został on zawodnikiem Sokola NV Bratislava trenowanego przez Ferdinanda Daučíka. W sezonie 1949 oraz 1950 wywalczył tytuł mistrzowski i łącznie strzelił dla Sokola 28 goli w czechosłowackiej ekstraklasie. W połowie 1950 roku powrócił do Sparty Praga, dla której strzelił 37 ligowych bramek i z którą zdobył mistrzostwo kraju w sezonie 1952 i 1954. Po sezonie 1956 zawiesił karierę zawodniczą. W latach 1959–1962 był grającym szkoleniowcem w klubie Sokol Dobříš. W sezonie 1960 awansował z tym zespołem po raz pierwszy w jego historii do III ligi. Łącznie rozegrał on w ekstraklasie Czechosłowacji i Protektoratu Czech i Moraw 220 meczów i zanotował 106 goli.

## Kariera reprezentacyjna
10 października 1948 zadebiutował w reprezentacji Czechosłowacji w zremisowanym 1:1 meczu ze Szwajcarią w ramach Pucharu Europy Środkowej 1948–1953. 10 kwietnia 1949 w spotkaniu przeciwko Węgrom w tych samych rozgrywkach (5:2) zdobył pierwszego gola dla drużyny narodowej. 22 października 1950, w swoim ostatnim występie w kadrze, zdobył hat trick w towarzyskim meczu z Polską w Warszawie (4:1). Ogółem w latach 1948–1950 Preis rozegrał w reprezentacji 12 spotkań, w których strzelił 7 bramek.

### Bramki w reprezentacji
| LP | Data                 | Miejsce                               | Przeciwnik | Bramka | Rezultat | Ranga meczu                       |
| -- | -------------------- | ------------------------------------- | ---------- | ------ | -------- | --------------------------------- |
| 1. | 10 kwietnia 1949     | Stadion Armii Czechosłowackiej, Praga | Węgry      | 1:0    | 5:2      | Puchar Europy Środkowej 1948–1953 |
| 2. | 22 maja 1949         | Stadion Armii Czechosłowackiej, Praga | Rumunia    | 2:2    | 3:2      | Mecz towarzyski                   |
| 3. | 30 października 1949 | Stadion VŽKG, Ostrawa                 | Polska     | 1:0    | 2:0      | Mecz towarzyski                   |
| 4. | 27 sierpnia 1950     | Stadion Armii Ludowej, Sofia          | Bułgaria   | 1:1    | 2:1      | Mecz towarzyski                   |
| 5. | 22 października 1950 | Stadion Wojska Polskiego, Warszawa    | Polska     | 1:0    | 4:1      | Mecz towarzyski                   |
| 6. | 22 października 1950 | Stadion Wojska Polskiego, Warszawa    | Polska     | 3:0    | 4:1      | Mecz towarzyski                   |
| 7. | 22 października 1950 | Stadion Wojska Polskiego, Warszawa    | Polska     | 4:1    | 4:1      | Mecz towarzyski                   |

## Kariera trenerska
W latach 1957–1959 – po zakończeniu kariery piłkarskiej – Preis prowadził jako trener Spartę Praga (wówczas pod nazwą Spartak Praha Sokolovo). W sezonie 1957/58 współpracował z Erichem Srbekiem, natomiast w sezonie 1958/59 z Karelem Seneckým i Jiřím Šimonkiem. W latach 1959–1962 był grającym szkoleniowcem Sokola Dobříš, z którym uzyskał po raz pierwszy w jego historii promocję do III ligi.

## Sukcesy
Sparta Praga
- mistrzostwo Czechosłowacji: 1938/39, 1952, 1954

Sokol NV Bratysława
- mistrzostwo Czechosłowacji: 1949, 1950